# نيل كرومبتون
نيل كرومبتون (بالإنجليزية: Neil Crompton)‏ هو سائق سباق أسترالي، ولد في 30 يوليو 1960 في بالارات في أستراليا.